# Sinopodisma
Sinopodisma is een geslacht van rechtvleugeligen uit de familie veldsprinkhanen (Acrididae). De wetenschappelijke naam van dit geslacht is voor het eerst geldig gepubliceerd in 1940 door Chang.

## Soorten
Het geslacht Sinopodisma omvat de volgende soorten:
- Sinopodisma aurata Ito, 1999
- Sinopodisma bidenta Liang, 1989
- Sinopodisma daweishana Fu & Zheng, 2002
- Sinopodisma dolichypyga Huang, 1988
- Sinopodisma epacroptera Huang, 1988
- Sinopodisma fopingensis Zheng & Huo, 2000
- Sinopodisma formosana Shiraki, 1910
- Sinopodisma funiushana Zhang, 1994
- Sinopodisma furcula Fu & Zheng, 1996
- Sinopodisma guizhouensis Zheng, 1981
- Sinopodisma hengshanica Fu, 1998
- Sinopodisma houshana Huang, 1982
- Sinopodisma huangshana Huang, 2006
- Sinopodisma jiulianshana Huang, 1982
- Sinopodisma kawakamii Shiraki, 1910
- Sinopodisma kelloggii Chang, 1940
- Sinopodisma kodamae Shiraki, 1910
- Sinopodisma lofaoshana Tinkham, 1936
- Sinopodisma lushiensis Zhang, 1994
- Sinopodisma microfurcula Wang, Li & Yin, 2004
- Sinopodisma pieli Chang, 1940
- Sinopodisma protrocula Zheng, 1980
- Sinopodisma punctata Mishchenko, 1954
- Sinopodisma quadraticerus Zheng & Xie, 2007
- Sinopodisma rostellocerca You, 1980
- Sinopodisma rufofemoralis Fu & Zheng, 2004
- Sinopodisma sanqingshana Liang & Jia, 2007
- Sinopodisma shirakii Tinkham, 1936
- Sinopodisma spinocerca Zheng & Liang, 1986
- Sinopodisma splendida Tinkham, 1936
- Sinopodisma sunzishanensis Zheng, Shi & Chen, 1994
- Sinopodisma tsaii Chang, 1940
- Sinopodisma tsinlingensis Zheng, 1974
- Sinopodisma wanxianensis Zheng & Chen, 1995
- Sinopodisma wudangshanensis Zheng & Li, 2000
- Sinopodisma wulingshana Fu, Peng & Zhu, 1994
- Sinopodisma wulingshanensis Bi, Huang & Liu, 1992
- Sinopodisma wuyanlingensis He, Mu & Wang, 1999
- Sinopodisma wuyishana Zheng, Lian & Xi, 1985
- Sinopodisma yingdensis Liang, 1988
- Sinopodisma yunnana Zheng, 1977
- Sinopodisma zhengi Liang & Lin, 1994